# Save the Last Dance

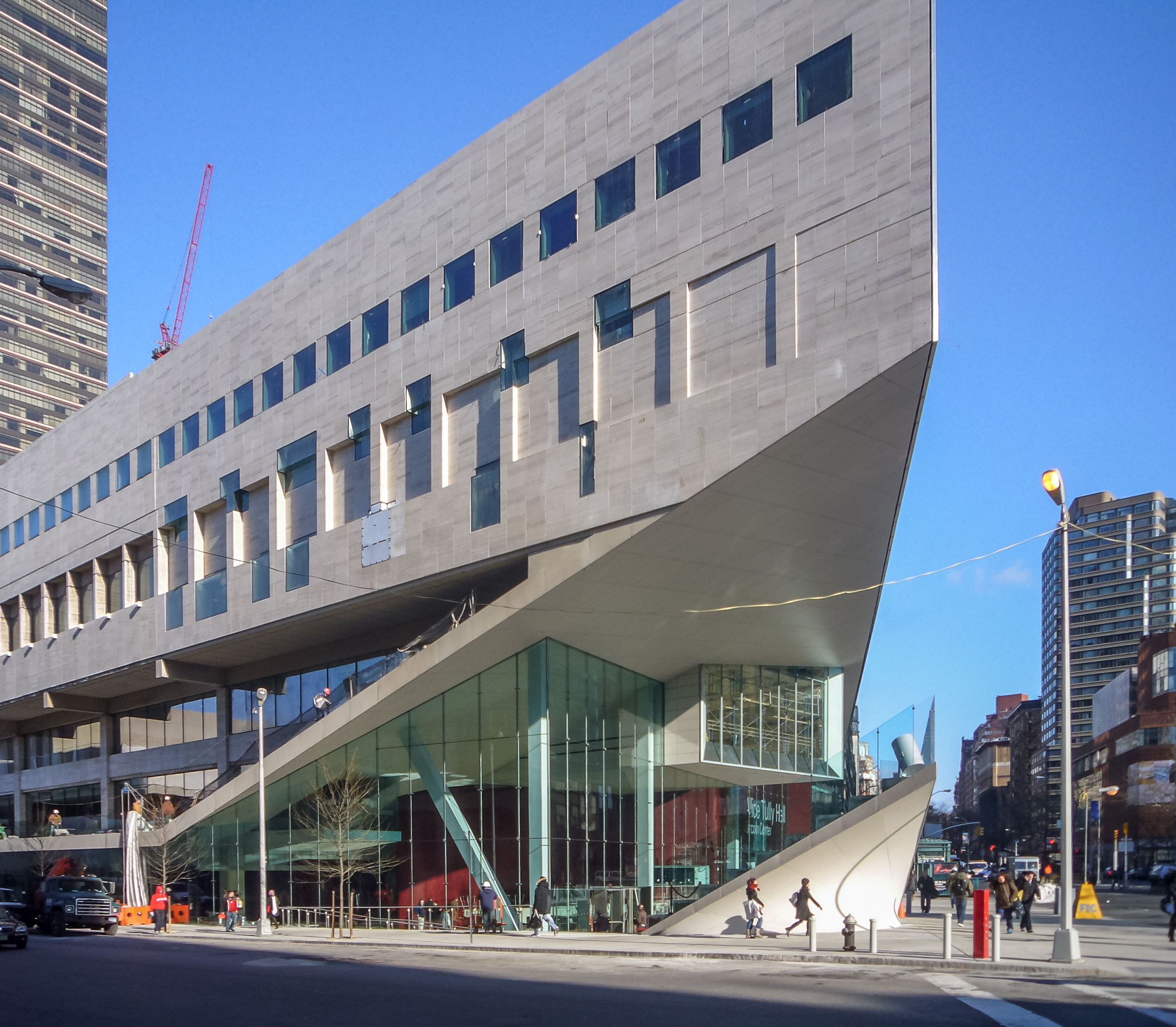
Sara sonha em entrar na Juilliard (na imagem), uma prestigiosa escola de dança.

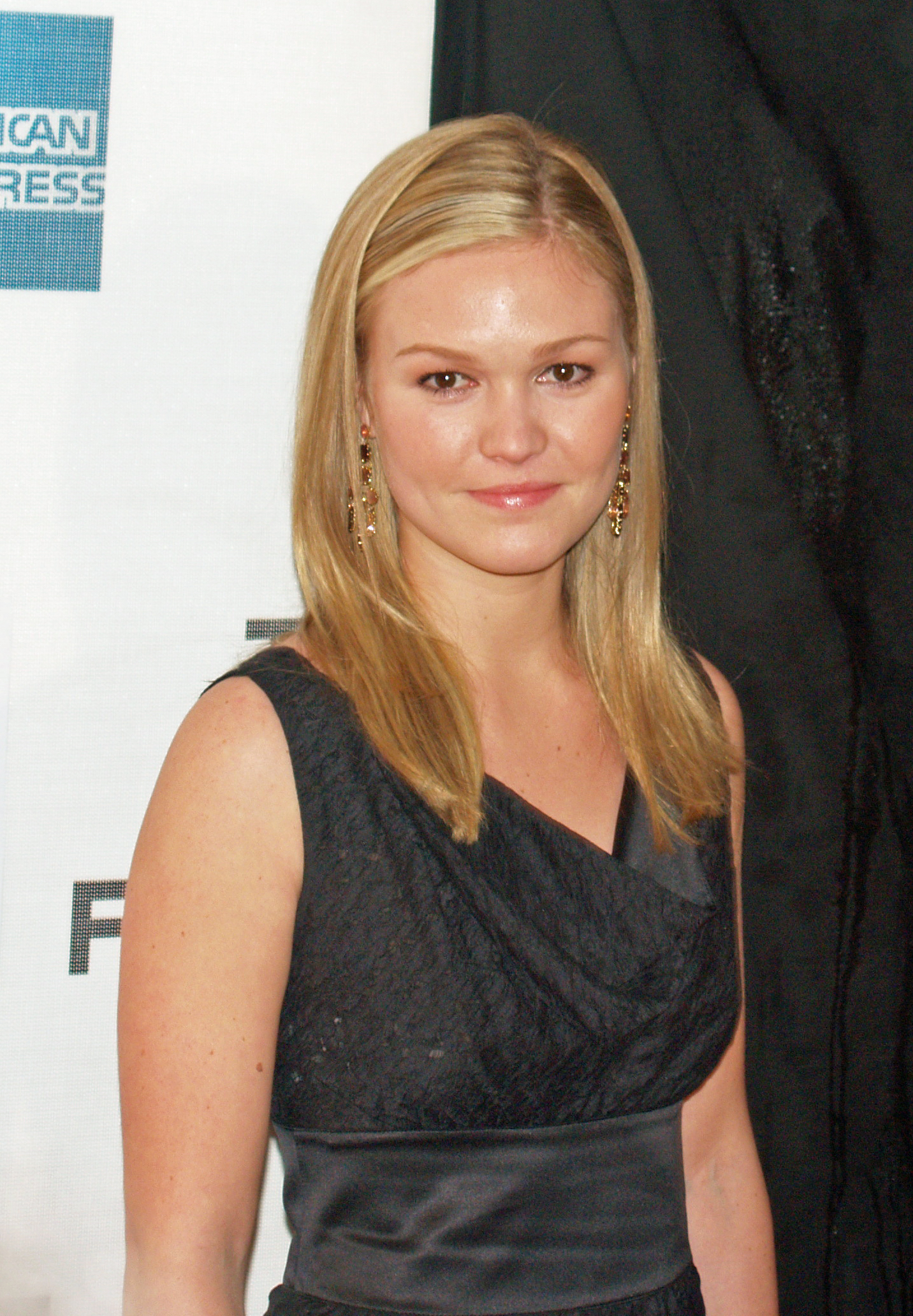
A atriz Julia Stiles interpreta Sara Johnson, protagonista do filme.

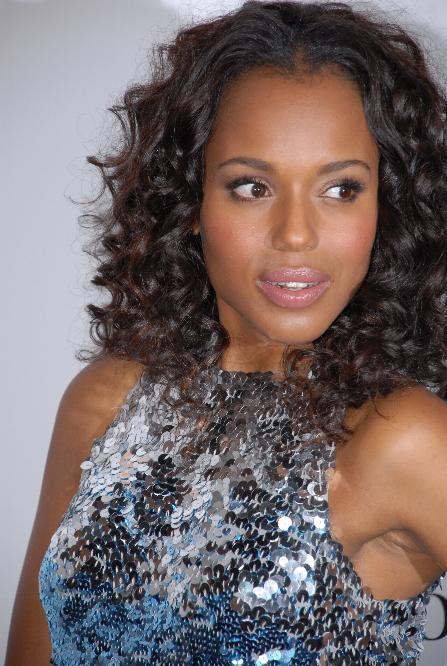
Kerry Washington interpreta Chenille, irmã de Derek e amiga de Sara.

Save the Last Dance (Brasil: No Balanço do Amor / Portugal: Ao Ritmo do Hip-Hop) é um filme de drama, musical e romance estadunidense de 2001 dirigido por Thomas Carter, escrita por Duane Adler e Cheryl Edwards, produzida por Robert W. Cort e David Madden e protagonizada por Julia Stiles, Sean Patrick Thomas, Terry Kinney e Kerry Washington. A trama relata a história de Sara Johnson, uma garota que sonha em ser uma bailarina de balé, mas que, depois da morte de sua mãe, deve mudar-se para Chicago como seu pai e ingressar em uma escola de maioria afro-americana. Ali conhecerá Derek Reynolds, um jovem negro da qual se apaixona e a quem lhe ensinará a dançar hip-hop. Depois de lutar por seu amor, Derek ajudará Sara a cumprir seu sonho.
Robert W. Cort e David Madden estavam interessados em produzir um filme de dança, um gênero que teve muito êxito durante as décadas de 1970 e 1980, para tal recorreram aos roteiristas Duane Adler e Cheryl Edwards. Escreveram uma história de amor interracial, entre uma garota branca e bailarina, e um garoto negro da sua escola, amante do hip-hop. A filmagem do filme aconteceu entre novembro de 1999 e fevereiro de 2000 em Illinois. O roteiro original se ambientava na Pensilvânia e Maryland, mas as localizações foram modificadas pela facilidade na hora de rodar. Finalmente estreando em 12 de janeiro de 2001 nos Estados Unidos. A classificação é de PG-13.
Durante suas duas primeiras semanas de exibição se manteve em primeiro lugar nas bilheterias dos Estados Unidos, com 23,444,930 em seu primeiro fim de semana de estreia, chegando a arrecadar $5131,706,809 a nível mundial. Save the Last Dance obteve o primeiro lugar nas estreias mais bem sucedidas em seu primeiro fim de semana e é o filme com a arrecadação de bilheteria mais alta da história no dia de Martin Luther King (21 de janeiro). Ele também rendeu uma série de prêmios e indicações seguintes ao da sua estreia. Ele recebeu dois prêmios na premiação MTV Movie Awards de 2001, outros três nos prêmios Teen Choice Awards do mesmo ano, assim como o prêmio a melhor ator para Sean Patrick Thomas nos Young Hollywood Awards. A crítica do filme foi muito variada. Enquanto 52% da crítica elogiou, defendendo a mescla que oferecia o balé clássico e os estilos modernos ou tocou na questão do racismo, os 48% restantes se centraram na estrutura do filme, que seguia os mesmos padrões que todos os filmes de seu mesmo gênero. Uma sequência do filme, Save the Last Dance 2, foi lançada diretamente em vídeo em 2006.

## Sinopse

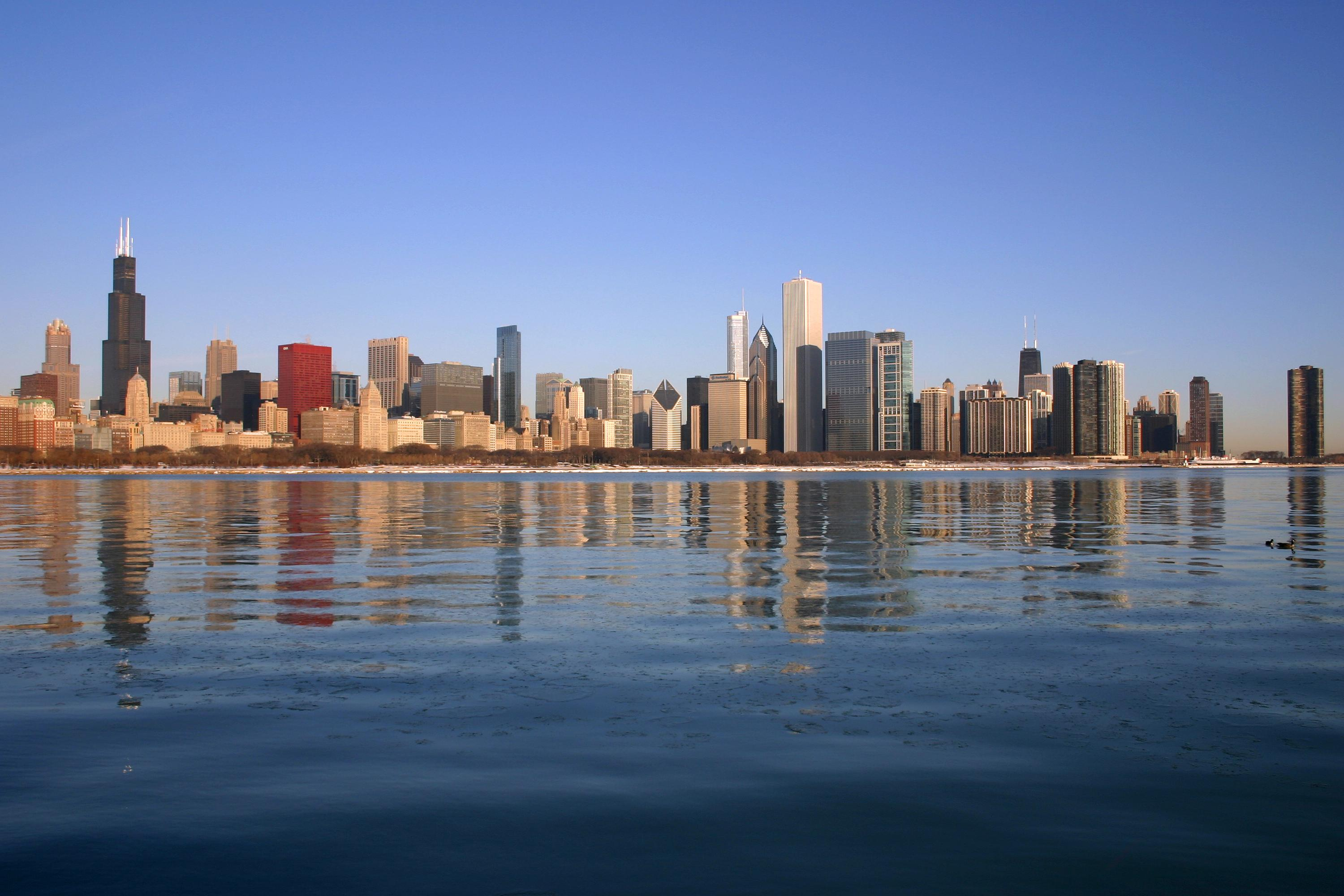
A história tem lugar na cidade de Chicago.

Sara Johnson (Julia Stiles) é uma jovem que vive com sua mãe em uma localidade do estado estadunidense de Illinois. Adora balé e sonha em ingressar na Juilliard, uma prestigiosa academia de dança. Quando vai realizar a prova de ingresso, pressiona a sua mãe para que vá assisti-la e sua mãe, ao dirigir-se para a audição, morre em um acidente de trânsito. Sara se culpa pela morte da mãe e decide abandonar o balé, e muda-se para Chicago para viver com seu pai, Roy Jonhson (Terry Kinney). Roy abandonou Sara e sua mãe quando ela era muita pequena e ganha a vida como músico em South Side.
Uma vez instalada na cada de seu pai em Chicago, entra em uma escola pública da cidade, de maioria afro-americana, onde os estilos musicais predominantes são o rap e o hip-hop. A primeira classe que Sara assiste é o de literatura, comandada pelo senhor Campbell (Tab Baker). Ali ela conhecerá Derek Reynolds (Sean Patrick Thomas), um jovem negro que sonha em estudar medicina. Derek e Sara iniciam um debate sobre a obra do escritor estadunidense Truman Capote. Um dos amigos de Derek e DJ da discoteca Steeps, Snookie (Vince Green), também assiste a aula. Na hora da comida, Sara um local numa casa, quando se dispõe a sentar-se na mesa em que se encontra Chenille (Kerry Washington) junto com algumas garotas, rapidamente chega Diggy (Elisabeth Oas), que rouba o lugar aos olhos de Chenille. Depois disso Sara decide ir sentar-se na mesa do grupo conhecido como os freaks, mas por pouco tempo, já que Chenille a convida a sentar em sua mesa. A partir deste momento quando Sara e Chenille se tornam amigas e se revela que Derek e Chenille são irmãos. Na mesma cena se apresenta Malakai (Fredro Starr), um dos amigos de Derek, que assiste as aulas por ordem judicial por ter sido condenado por um delito.
Chenille convida Sara para ir a discoteca Steeps, um local de hip-hop em que Snookie é DJ. Sara aceita o convite e vai junto com Chenille e Diggy. Quando Sarah está no bar ela encontra Derek e, após conversaram um pouco, acabam dançando juntos. Quando Derek observa o estilo de dança de Sarah, bem clássico, decide ensinar Sara a dançar hip-hop. Nesse momento aparece Nikki (Bianca Lawson), estudante negra que odeia Sara por ser branca e por flertar com Derek. Manteve um relacionamento sentimental com Derek no passado, mas ela o deixou por outro. Em Steeps, Chenille se encontra com Kenny, o pai de seu filho Christopher, que ignora seu filho e deixa todo o trabalho do bebê a sua mãe, Chenille. Na mesma noite, Malakai testemunha um rapper traficando com drogas dentro do local, o que causa raiva em Malakai, que o agride na presença de todos os que estavam presentes naquele momento em Steeps.
Enquanto Derek ensina Sara a dançar hip-hop, pouco a pouco seu relacionamento vai melhorando e se apaixonam. Em uma das lições Sara revela que dança balé. Quando Derek fica sabendo, se interessa por saber porque dançava balé antes e agora não. Sara prefere não dizer nada, já que se sente responsável pelo ocorrido com sua mãe. Uma noite, depois de saber que foi admitido na Universidade de Georgetown, Derek decide levar Sara a um espetáculo de balé, é quando Sara se emociona e confessa a Derek o que aconteceu com sua atuação e a relação com a morte de sua mãe. Depois, Derek a anima e tenta convencê-la de que ela não teve culpa do acidente de sua mãe e que são apenas coisas que acontecem. Finalmente Sara decide voltar a fazer balé.
Outra noite, em Steeps, Sara e Derek dançam juntos, já como um casal, perante os olhos de todos ali apresentes que se dão conta da relação sentimental existente. A relação entre Sara e Derek não é vista com bons olhos pelos demais. Quando Derek fala com seus amigos, estes lhe dizem que Sara quer apenas brincar, o que irrita Derek; em outra ocasião, Malakai e Derek discutem em Steeps porque Derek defende Sara antes que seu amigo. Sara, por sua vez, é atacada na aula de ginástica por Nikli, que não suporta que ela esteja com Derek, e Chenille lhe confessa que Sara está saindo com Derek, um dos poucos homens decentes de seu mundo. Perante essa afirmação, Sara lhe diz que só existe um no mundo, mas Chenille afirma que isso é o que eles ensinam, mas verdadeiramente são dois mundos muito diferentes e que existe muito racismo na sociedade. Esta série de situações provocam que Sara e Derek terminem seu relacionmento, já que embora eles se queiram, passam mais tempo defendendo seu amor do que desfrutando dele, pela qual decidem que será melhor terminarem.
Durante o andamento do filme a relação entre Sara e seu pai não é muito boa. Apesar de que Roy se esforça para recuperar o tempo perdido, Sara ainda tem muito presente o dia que ele abandonou ela e sua mãe. Depois de terminar com Derek e pouco antes da audição de Sara para ingressar na Chelline, Roy mostra a Sara o quarto que construiu, e ela fica maravilhada. E Roy confessa para sua filha que se arrepende de ter as deixado e que se deu conta, que o tempo havia passado, e já não podia recuperar o tempo perdido, quando sua filha não o quer. Sara tenta convencê-lo de que não é assim, mas necessita ter alguém por perto, e que esteja a seu lado sempre, como na audição. É aqui quando se produz um dos momentos mais emotivos do filme, quando Roy, perante a tristeza de sua filha, diz que a ama.
Finalmente, Sara se apresenta na audição para ingressar na Juilliard com um estilo de balé influenciado por gêneros contemporâneos como o hip-hop. Ao realiza-lo não vai bem e cai, mas então chega Derek, interrompe a etapa e pede ao jurado que permita Sara repetir sua atuação. O jurado aceita e Sara repete a coreografia, desta vez corretamente. Ao finalizar a prova um dos membros do júri confirma que está admitida na Julliard, mas não oficialmente.

## Elenco
Dois atores protagonizam o filme, Julia Stiles e Sean Patrick Thomas. Outros personagens principais são Terry Kinney, Kerry Washington e Fredro Starr, que interpretam o pai da protagonista e seus melhores amigos de ambos os protagonistas respectivamente.
- Julia Stiles: interpreta Sara Johnson, uma adolescente branca que sonha em ser bailarina de balé, mas quando sua mãe morre em um acidente de carro renúncia a seu sonho, se muda junto com seu pai para Chicago. Ali conhece Derek (Sean Patrick Thomas), um jovem de quem se apaixona e a anima a lutar por seu sonho de ingressar na Julliard (uma academia de balé muito prestigiada). Thomas Carter a escolheu para o papel de Sara depois de vê-la dançando no filme 10 Things I Hate About You (1999).[4]
- Sean Patrick Thomas: interpreta Derek Reynolds, um estudante negro que sonha em ser médico, conhece Sara e se apaixona por ela, mas se encontra em muitos obstáculos como o racismo. Ajuda Sara a ingressar na Julliard.
- Terry Kinney: interpreta  Roy Johnson, pai de Sara, abandonou sua mulher e filha quando era pequena. Após a morte da mãe, Sara tem que mudar-se e viver com ele. Roy tenta ganhar o carinho de sua filha durante o filme dando conselhos.
- Kerry Washington: interpreta Chenille Reynolds, irmã de Derek, estudante negra que tem um filho cuja pai o negligência. Se torna amiga de Sara e a ajuda a integrar-se na nova escola defendendo-a sempre.
- Fredro Starr: interpreta Malakai, amigo de Derek, estudante negro que acaba de sair da cadeia, se caracteriza por sempre estar metido em encrencas (ao final termina de novo na cadeia).
- Bianca Lawson: interpreta Nikki, estudante negra que odeia Sara por ser branca e por ter roubado Derek.
- Vince Green: interpreta Snookie, DJ de Steeps.
- Elisabeth Oas: interpreta Diggy, uma das amigas de Chelline. Se torna amiga de Sara no princípio do filme.
- Tab Baker: interpreta senhor Campbell, professor de literatura da escola.

## Produção

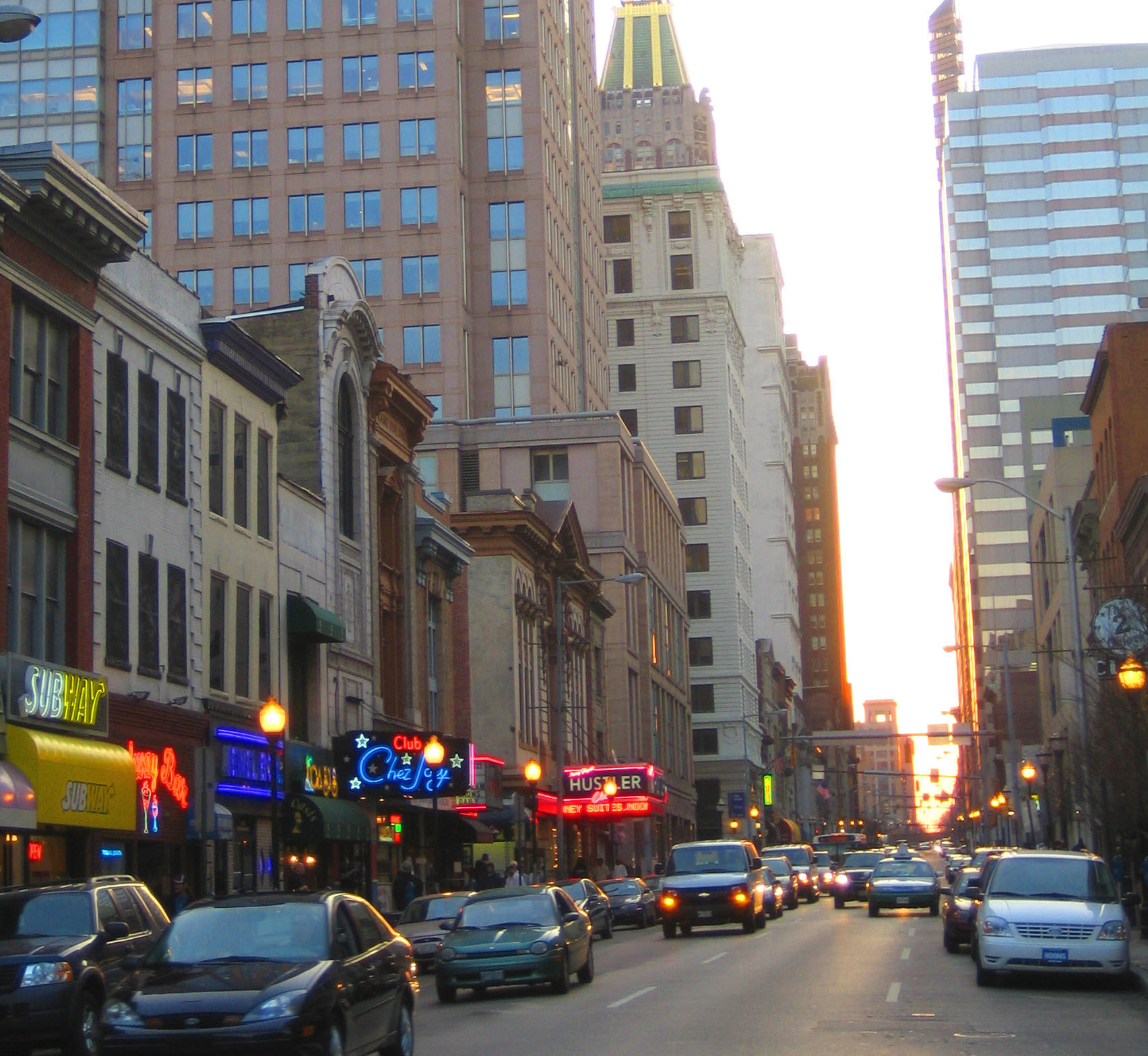
A localização original do filme era a cidade de Baltimore (Maryland, Estados Unidos). Por facilidade na de rodar, esta cidade foi substituída por Chicago.

### Roteiro
Robert W. Cort e David Madden, produtores de Save the Last Dance, já tinham se interessado na ideia de fazerem um filme sobre dança, um gênero que teve muito êxito no final da década de 1970 e princípios da década de 1980, com títulos como Saturday Night Fever, Fama e Flashdance, entre muitos outros. Portanto, recorreram aos roteiristas Duane Adler, que posteriormente participaria do roteiro de Step Up, e Cheryl Edwards, que após Save the Last Dance colaboraria com Cort e Madden no filme Against the Ropes. Escreveram uma história de amor interracial, entre uma garota branca, bailarina de balé, e um garoto negro da escola da cidade, amante do hip-hop. No roteiro original Sara vivia em uma pequena cidade do estado da Pensilvânia, e após a morte da sua mãe se mudaria com seu pai para a cidade de Baltimore, no estado de Maryland. Finalmente, por facilidade na hora de filmarem, as localizações foram substituídas por Illinois e Chicago. O filme mostra a reação dos personagens negros perante a relação dos protagonistas, apesar de que normalmente a reação branca é a que se mostra. Dyane Adler se encarregou do argumento do filme, enquanto que Cheryl Edwards elaborou os diálogos. O roteiro terminou em 11 de junho de 1999, embora as filmagens não começariam até novembro.

### Filmagens
O filme foi rodado entre 21 de novembro de 1999 e 18 de fevereiro de 2000 em Chicago e arredores do estado de Illinois. Originalmente se pretendia que Sara vivesse com sua mãe na Pensilvânia, e se mudasse com seu pai para Baltimore, em Maryland, mas tais localizações foram mudadas pela facilidade de filmarem nas cidades de Lemont e Chicago. Os lugares de filmagem foram Chicago Academy of the Arts, situado no West Town, o Rio Chicago, a CTA Tail System, e diversos pontos do centro e arredores da cidade de Chicago. O filme foi gravado integralmente na cidade de Chicago, a exceção de algumas cenas, filmadas em Lemont High School, na localidade de Lemont. O diretor do filme, Thomas Carter, queria que as cenas da escola fossem rodadas na Academia Mount Assisi de Illinois, uma escola católica só para garotas. Quando a equipe de filmagem solicitou remover toda a decoração religiosa do edifício, já que o roteiro exigia, o diretor do centro negou a permissão de filmagem.

### Trilha sonora

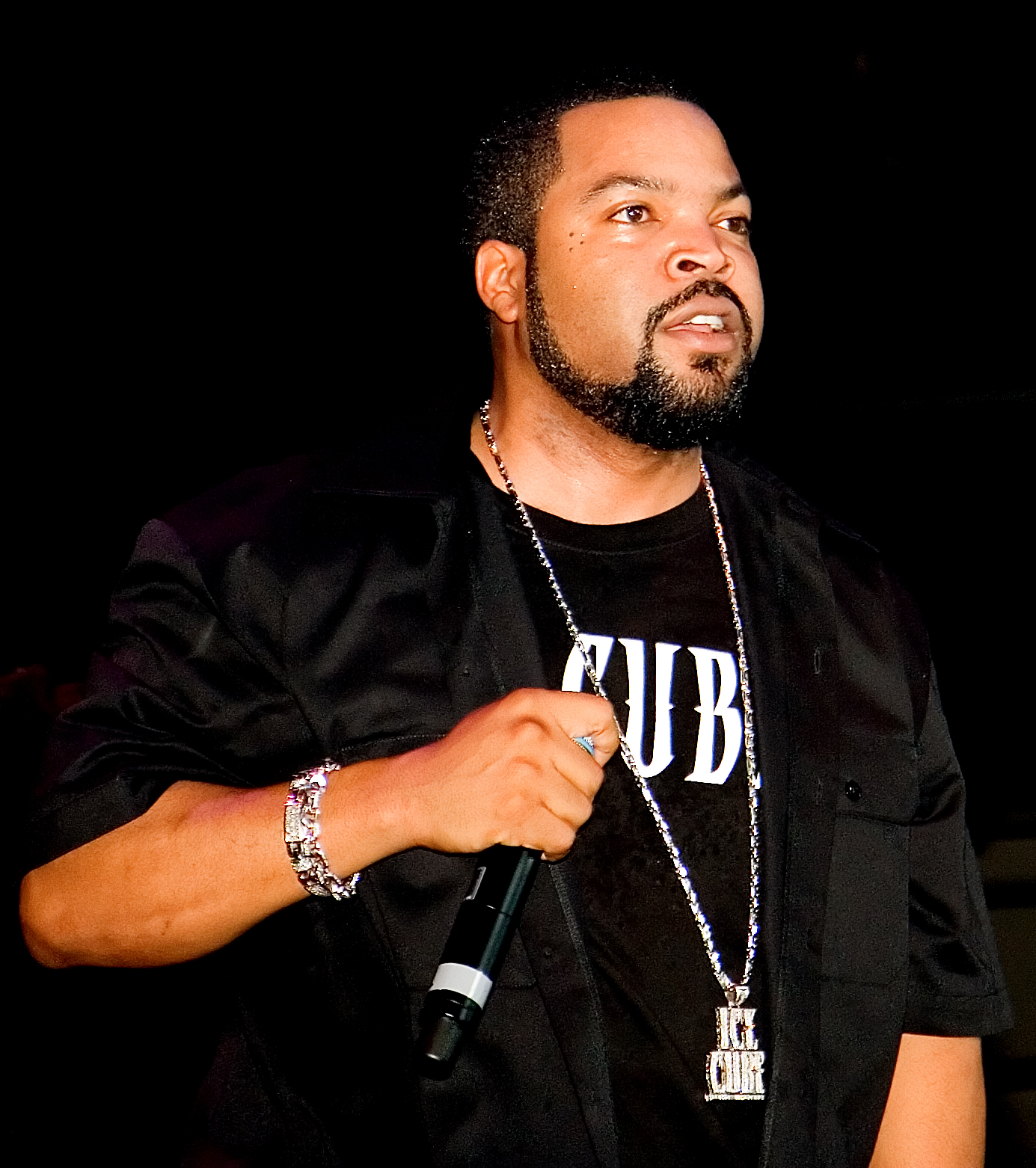
O rapper estadunidense Ice Cube participou da trilha sonora de Save the Last Dance.

Em 19 de dezembro de 2000 foi lançado o CD com as canções de Save the Last Dance. Os gêneros musicais das canções da trilha sonora são são coerentes aos temas que trata o filme e ao público a quem foi dirigida, como som de rap, Rhythm & Blues e pop-rock. Distribuído pelo selo discográfico Hollywood Records, a compilação da trilha sonora original de 2001 incluí 14 temas musiciais, cada um deles interpretado por um artista ou artistas diferentes, dentre eles Fredro Starr (que interpreta Malakai no filme), Snoop Doggy Dogg, Q-Tip, Pink, Ice Cube e K-Ci & JoJo entre outros. Desde seu lançamento no mercado, foram feitos vários relançamentos da trilha sonora de Save the Last Dance; a primeira ocorreu em 2001, depois da estreia do filme, seguida pelas edições de 2002 e 2006 (todas em CD). Na ocasião, o tema "You" - interpretado por Lucy Pearl, Q Tip e  Snoop Dogg - alcançou a posição 69 na lista Hip-Hop Singles & Tracks da publicação Billboard, enquanto que "Murder She Wrote" — interpretada por Chaka Demus and Pliers em 1994 — obteve o trigésimo nono lugar na mesma lista de Billboard. Por sua vez, a trilha sonora alcançou a posição 3 no ranking Billboard 200, a segunda posição nas listas de êxitos do Canadá e o terceiro na Internet. Aqui estão as cartoze músicas que aparecem na trilha sonora do filme:
| N.º | Título                           | Duração |  |
| 1.  | "Theme From Save the Last Dance" | 3:50    |  |
| 2.  | "You"                            | 4:25    |  |
| 3.  | "Bonafide"                       | 4:02    |  |
| 4.  | "Crazy"                          | 3:40    |  |
| 5.  | "You Make Me Sick"               | 4:06    |  |
| 6.  | "U Know What's Up"               | 4:02    |  |
| 7.  | "Move It Slow"                   | 5:07    |  |
| 8.  | "Murder She Wrote"               | 4:07    |  |
| 9.  | "Breathe and Stop"               | 4:06    |  |
| 10. | "You Can Do It"                  | 4:22    |  |
| 11. | "My Window"                      | 5:00    |  |
| 12. | "Only You"                       | 4:19    |  |
| 13. | "Get It On Tonite"               | 4:36    |  |
| 14. | "All or Nothing"                 | 3:45    |  |

## Recepção

### Datas das estreias mundiais
Save the Last Dance estreou mundialmente entre os anos 2001 e 2002 nas seguintes datas:
| País           | Data de estreia                            |
| -------------- | ------------------------------------------ |
| Estados Unidos | 12 de janeiro de 2001 9 de janeiro de 2001 |
| Alemanha       | 22 de março de 2001                        |
| Áustria        | 3 de março de 2001                         |
| Reino Unido    | 30 de março de 2001                        |
| Austrália      | 5 de abril de 2001                         |
| Nova Zelândia  | 5 de abril de 2001                         |
| Grécia         | 6 de abril de 2001                         |
| Islândia       | 6 de abril de 2001                         |
| Noruega        | 6 de abril de 2001                         |
| Países Baixos  | 12 de abril de 2001                        |
| África do Sul  | 12 de abril de 2001                        |
| Suíça          | 12 de abril de 2001                        |
| Portugal       | 20 de abril de 2001                        |
| Israel         | 26 de abril de 2001 20 de abril de 2001    |
| Brasil         | 27 de abril de 2001                        |
| Suécia         | 27 de abril de 2001                        |
| Kuwait         | 2 de maio de 2001                          |
| Hungria        | 3 de maio de 2001                          |

| País          | Data de estreia                       |
| ------------- | ------------------------------------- |
| Espanha       | 4 de maio de 2001                     |
| Turquia       | 4 de maio de 2001                     |
| Polónia       | 25 de maio de 2001                    |
| Malásia       | 7 de junho de 2001                    |
| Finlândia     | 8 de junho de 2001 4 de abril de 2001 |
| Coreia do Sul | 9 de junho de 2001                    |
| Egito         | 13 de junho de 2001                   |
| Dinamarca     | 15 de junho de 2001                   |
| Hong Kong     | 15 de junho de 2001                   |
| Singapura     | 5 de julho de 2001                    |
| Luxemburgo    | 1 de agosto de 2001                   |
| Bélgica       | 1 de agosto de 2001                   |
| França        | 1 de agosto de 2001                   |
| Japão         | 11 de agosto de 2001                  |
| Itália        | 7 de setembro de 2001                 |
| México        | 21 de setembro de 2001                |
| Chile         | 27 de setembro de 2001                |
| Rússia        | 2 de outubro de 2001                  |
| Argentina     | 9 de janeiro de 2002                  |

### Bilheteria
Save the Last Dance teve sua estreia em um total de mais de 2,500 salas de cinema nos Estados Unidos em 12 de janeiro de 2001. O filme se posicionou durante duas semanas em primeiro lugar nas bilheterias deste país, de 12 a 25 de janeiro de 2001, até 26 de janeiro quando estreou The Wedding Planner, que lhe tirou o título de número um. Em seu fim de semana de estreia ganhou $23,444,930, exibido em 2,230 salas de cinema dos Estados Unidos. No total, arrecadou $91,057,006 nos Estados Unidos, assim como $40,649,803 adicionais em outros países, acumulando uma quantidade final de $131,706,809 a nível mundial. Deve-se notar que Save the Last Dance obteve o primeiro lugar nas estreias mais bem sucedidas em seu primeiro fim de semana e sendo o filme com a arrecadação mais alta da história do dia de Martin Luther King. Além disso, é o filme mais bem sucedido da franquia de mesmo nome, seguida de Save the Last Dance 2, que teve somente $5 milhões.

### Crítica

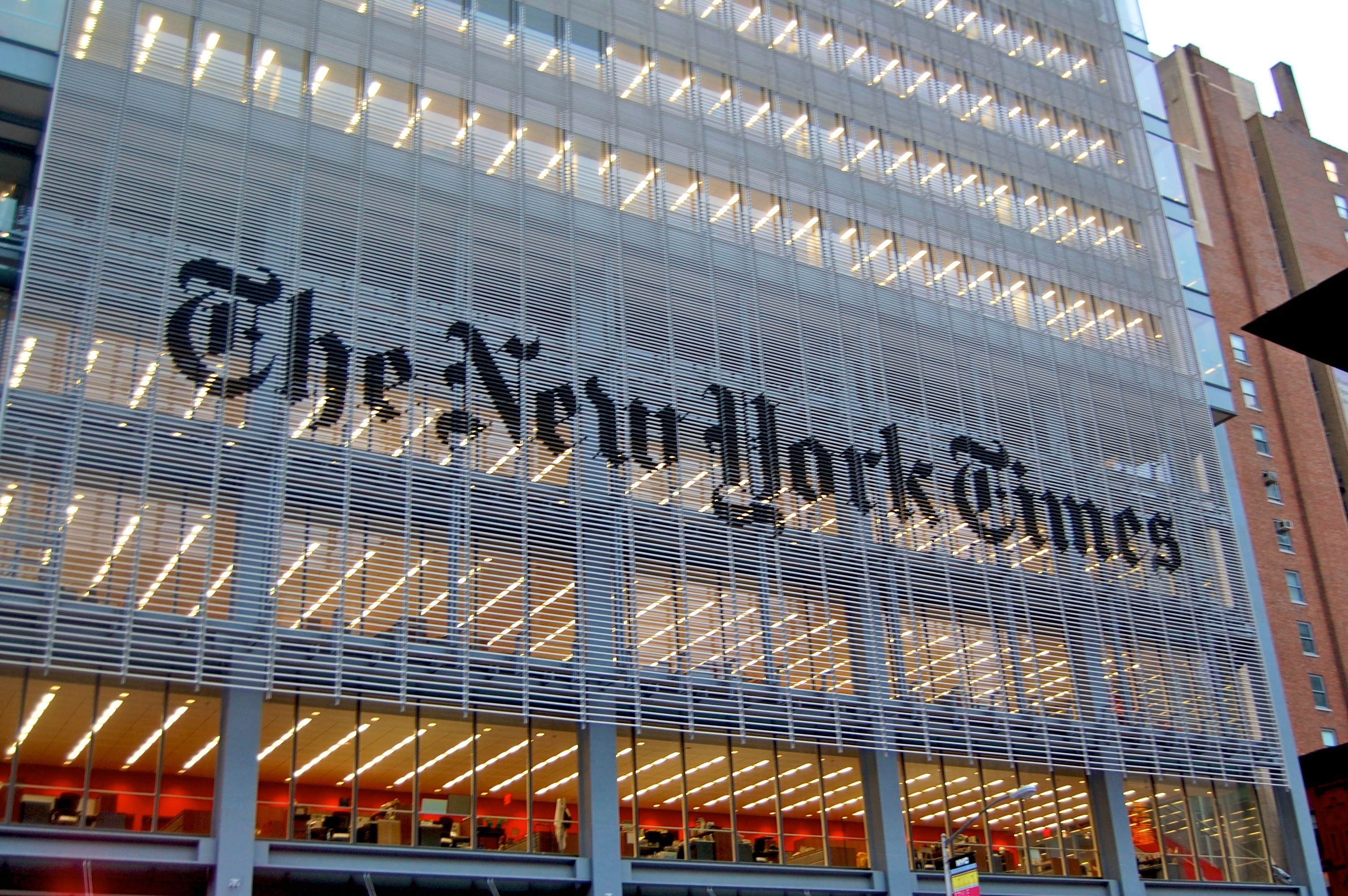
O jornal The New York Times qualificou negativamente Save the Last Dance. Seu crítica cinematográfico Elvis Mitchell disse que "O filme tem muitas complicações superficiais mas não chama a atenção; seu interesse está a um centímetro de profundidade".

Depois da estreia, a crítica ao filme foi mista. Enquanto 52% da crítica elogiou, defendendo a mescla que oferecia entre o balé clássico e os estimos modernos ou a questão do racismo, os 48% restantes se centraram na estrutura do filme, que seguia os mesmos padrões que todos os filmes do mesmo gênero. Em uma coleção das avaliações realizadas de Save the Last Dance no site de resenhas Rotten Tomatoes, o filme alcançou uma pontuação de 53%, de um total de 97 críticas, onde se chegou a conclusão de que "Este filme romântico para adolescentes é uma repetição previsível de filmes de seu mesmo gênero".
A estadunidense Susan Stark, crítica do jornal Detroit News, considerou que a trama de Save the Last Dance trata temas da atualidade, como as diferenças sociais e raciais, escrevendo: "Vale a pena conhecer não só a respeito destes jovens para a política social da escola, mas também o que eles mostram em relação a política racial". Vale mencionar que estes temas tratados no filme, foram também destacados por Bob Longino, de The Atlanta Journal-Constitution, Globe and Mail e pela revista Variety. Kevin Thomas, do jornal Los Angeles Times, notou que o filme possuí uma linha argumental emocionante e disse que "Um filme adolescente que gera grande emoção, compensando assim seu presivível final". Os críticos Bruce Westbrook (Houston Chronicle), Charles Taylor (Salon.com), Robert Ebert (Chicago Sun-Times), Gemma Files (Film.com) e Mark Caro (Chicago Tribune) defenderam a qualidade do roteiro de Duane Adler e Cheryl Edwards, apesar de "seus tontos clichês" e "não abandonar as terras narrativas do gênero". Outros como Peter Travers (Rolling Stone), Steven Rea (Philadelphia Inquirer), Rita Kempley (Washington Post) e James Berardinelli (ReelViews) destacaram a interpretação dos protagonistas, Julia Stiles e Sean Patrick Thomas, e o relacionamento existente entre eles. Finalmente, dentro das críticas positivas que recebeu o filme, algumas publicações como The Boston Globe e The Washington Post elogiaram a mescla entre o clássico balé e o moderno hip-hop.
Por outro lado, muitas das críticas que recebeu o filme foram negativas. A maioria se centrou no previsível argumento do filme; Terry Lawson, de Detroit Free Press descreveu Save the Last Dance como "[um] previsível filme do sonho adolescente". Outros críticos como Lisa Schwarzbaum (Entertainment Weekly), Jan Stuart (Newsday) e Lou Lumenick (New York Post) também avaliaram negativamente seu argumento. Joe Baltake, de Sacramento Bee, afirmou "O que aconteceu com o desejo de dançar só porque é divertido?", fazendo alusão ao dramatismo que mostra o filme em respeito ao balé. Outras críticas se centraram na má atuação do elenco, apesar de que a maioria elogiou a atuação de Stiles e Thomas, publicações como Seattle Post e Village Voice qualificaram negativamente a atuação do resto dos personagens. Susan Wloszczyna, do jornal USA Today, avaliou negativamente os temas que tratava o filme como o racismo e as diferenças sociais, afirmou que "A produção da MTV Films está mais interessada em vender cópias de sua trilha sonora que nas causas sociais". Outros como Elvis Mitchell (New York Times) e Chris Vognar (Dallas Morning News) também se centraram nos temas que trata o filme, Vognar disse que "[o filme] parece mais interessado em mostrar uns estilos demográficos que em criar uma história». Glenn Griffin, do Denver Post, considerou que o filme "é uma tentativa de fazer uma versão americana de Billy Elliot, da qual eu não acho em um minuto», enquanto que Kirk Honeycutt, de Hollywood Reporter, fez a crítica mais dura do filme, afirmando que "é uma vergonha alarmante para filmes de dança que foram feitos".

### Prêmios
No total, Save the Last Dance recebeu seis prêmios, assim como seis nomeações. A seguir, se apresenta uma lista com os diferentes prêmios e nomeações que receberam o filme após sua estreia.
| Prêmio                        | Categoria                | Recebeu                            | Resultado  |
| ----------------------------- | ------------------------ | ---------------------------------- | ---------- |
| MTV Movie Awards (2001)       | Melhor beijo             | Julia Stiles e Sean Patrick Thomas | Ganhadores |
| MTV Movie Awards (2001)       | Melhor ator revelação    | Sean Patrick Thomas                | Ganhador   |
| MTV Movie Awards (2001)       | Melhor atriz             | Julia Stiles                       | Nomeada    |
| MTV Movie Awards (2001)       | Melhor cena de dança     |                                    | Nomeada    |
| Teen Choice Awards (2001)     | Melhor atriz             | Julia Stiles                       | Ganhadora  |
| Teen Choice Awards (2001)     | Mehor atriz revelação    | Kerry Washington                   | Ganhadora  |
| Teen Choice Awards (2001)     | Melhor luta              | Julia Stiles e Bianca Lawson       | Ganhadoras |
| Teen Choice Awards (2001)     | Melhor ator              | Sean Patrick Thomas                | Nomeado    |
| Teen Choice Awards (2001)     | Melhor filme de drama    |                                    | Nomeada    |
| Young Hollywood Awards (2001) | Melhor ator              | Sean Patrick Thomas                | Ganhador   |
| Black Reel Awards (2002)      | Melhor atriz coadjuvante | Kerry Washington                   | Nomeada    |
| Golden Reel (2002)            | Melhor trilha sonora     | Michael T. Ryan                    | Nomeado    |

## Sequência
Em 2006 foi lançado diretamente em DVD a segunda parte de Save the Last Dance. A sequência, ambientada em Nova York, continua a história da primeira parte; Sara Johnson, agora aluna da Juilliard School, deve escolher entre o clássico e refinado balé ou o balé moderno influenciado pelo rap e hip-hop que conheceu na primeira parte. Nenhum dos personagens do elenco de Save the Last Dance reaparecem na segunda parte a excepção de Sara, embora agora interpretada pela atriz Izabella Miko. A duração do filme é menor, 90 minutos frente os 125 do primeiro filme. Também se reduziu o orçamento, que ficou em torno dos $5 milhões.